# Kuří (Benešov nad Černou)
Kuří (německy Hermannschlag) je malá vesnice, část obce Benešov nad Černou v okrese Český Krumlov. Nachází se asi 2,5 km na jih od Benešova nad Černou. Kuří je také název katastrálního území o rozloze 6,92 km².

## Historie
První písemná zmínka o vesnici pochází z roku 1412.
V letech 1869–1950 byla samostatnou obcí a od roku 1961 se vesnice stala součástí obce Benešov nad Černou.

## Obyvatelstvo
| Rok            | 1869 | 1880 | 1890 | 1900 | 1910 | 1921 | 1930 | 1950 | 1961 | 1970 | 1980 | 1991 | 2001 | 2011 | 2021 |
| -------------- | ---- | ---- | ---- | ---- | ---- | ---- | ---- | ---- | ---- | ---- | ---- | ---- | ---- | ---- | ---- |
| Počet obyvatel | 337  | 361  | 367  | 348  | 384  | 384  | 307  | 170  | 132  | 79   | 41   | 29   | 16   | 45   | 36   |
| Počet domů     | 80   | 82   | 76   | 75   | 78   | 80   | 80   | 36   | 36   | 20   | 14   | 22   | 20   | 34   | 31   |